# تغییر وفاداری

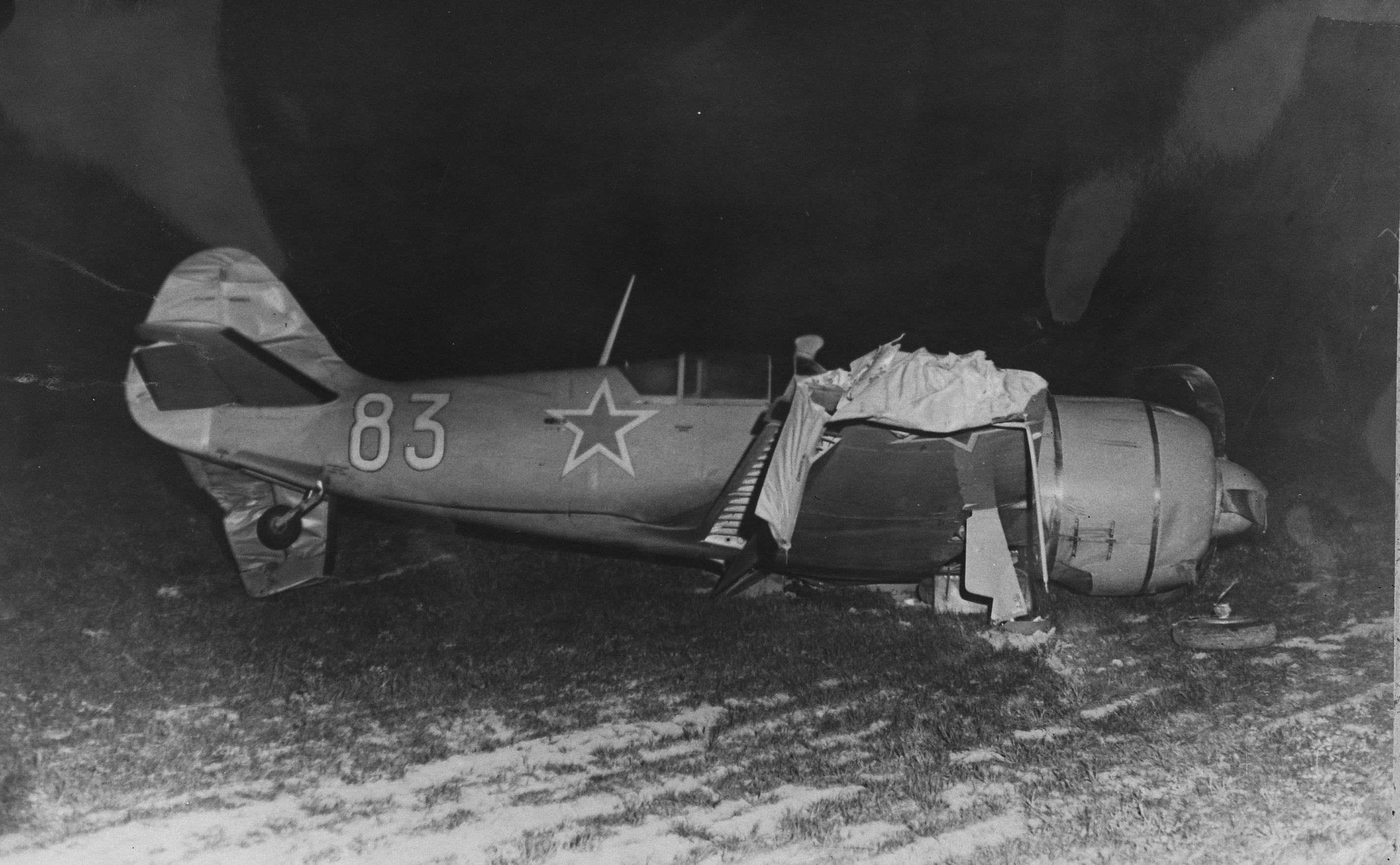
یک هواپیمای جنگنده لاوچکین لا-۷ شوروی که پس از پرواز توسط خلبان فراری در سوئد، در مه ۱۹۴۹ سقوط کرد.

تغییر وفاداری، به حالتی گفته می‌شود که در آن، فرد، پیوند یا تعهد خود را نسبت به یک کشور، گروه، آیین یا جناح، ترک کرده و به طرف مقابل، می‌پیوندد. این اصطلاح، به‌ویژه در سیاست به‌کار می‌رود و به موقعیتی اشاره دارد که شخصی، وفاداری خود را نسبت به یک دولت کنار می‌گذارد و در برابر آن، به دولت یا نظام سیاسی رقیب، ابراز وفاداری می‌کند. چنین عملی، معمولاً از سوی دولت نخست، اقدامی نامشروع یا غیرقانونی، تلقی می‌شود. در معنای گسترده‌تر، تغییر وفاداری، شامل ترک یک شخص، آرمان یا مکتبی است که فرد، به‌گونه‌ای به آن، وابسته بوده است؛ چه از منظر وفاداری، چه از منظر وظیفه یا تعهد اخلاقی.
این اصطلاح همچنین، غالباً با بار منفی، در زمینه‌هایی مانند دین، ورزش، سیاست حزبی یا جناحی نیز به‌کار می‌رود؛ برای مثال، دربارهٔ فردی که دین خود را تغییر می‌دهد، از یک تیم ورزشی به تیم رقیب می‌پیوندد، یا جناح یا حزب سیاسی خود را ترک کرده و به مخالفان آن، ملحق می‌شود. در چنین مواردی، فرد، ممکن است از سوی گروه یا طرف پیشین، به عنوان «خائن»، تلقی شود.

## برای مطالعهٔ بیشتر
- بروک-شپرد، گوردون. مرغ‌های طوفان: اولین فراریان شوروی، ۱۹۲۸–۱۹۳۸ هارپرکالینز، ۱۹۷۷).
- هانی، آدریان و میگل گروسمن. «مرگ بر خائنین؟ تعقیب فراریان اطلاعاتی از اتحاد جماهیر شوروی تا دوران پوتین.» اطلاعات و امنیت ملی (۲۰۲۰): ۱–۲۱.
- کراسنوف، ولادیسلاو. فراریان شوروی: فهرست تحت تعقیب کا گ ب (انتشارات هوور، ۲۰۱۸).
- ریهل، کوین پی. «ترازنامه فرار: فرارهای اطلاعاتی غرب‌گرا در مقابل فرارهای اطلاعاتی شرق‌گرا از ۱۹۴۵ تا ۱۹۶۵» . مجله بین‌المللی اطلاعات و ضداطلاعات ۳۳٫۱ (۲۰۲۰): ۶۸–۹۶.
- ریهل، کوین پی. «تحول سیاست و رویه فرار سربازان بریتانیایی و آمریکایی در اوایل جنگ سرد»[پیوند مرده] تاریخ جنگ سرد ۱۹٫۳ (۲۰۱۹): ۳۴۳–۳۶۱. آنلاین رایگان
- دربارهٔ اولگ پنکوفسکی.
- اسکات، اریک آر. (۲۰۲۳). فراریان: چگونه فرار غیرقانونی شهروندان شوروی مرزهای جهان جنگ سرد را ساخت . انتشارات دانشگاه آکسفورد.شابک ‎۹۷۸−۰−۱۹−۷۵۴۶۸۷−۱شابک ۹۷۸-۰-۱۹-۷۵۴۶۸۷-۱
- تروملی، بنجامین. «قهرمانان دوپهلو: فراریان روسی و قدرت آمریکا در اوایل جنگ سرد»[پیوند مرده] اطلاعات و امنیت ملی ۳۳٫۵ (۲۰۱۸): ۶۴۲–۶۵۸.